# Devar
Devar – bollywoodzki dramat rodzinny i miłosny z 1966. Czworokąt nieszczęśliwie splątany z powodu intryg przy aranżowaniu małżeństw dwóch przyjaciół. W rolach głównych Dharmendra i Sharmila Tagore. Reżyser Mohan Segal. Muzyka Roshan, nagrodzony za Taj Mahal

## Fabuła
Dwoje dwunastolatków urzeczonych sobą. Ona, Bhavariya rządzi nim, zawstydza go. On, Bhola przechwala się swoimi sukcesami łowieckimi. Na łodzi. Jej śpiew i obietnica bycia przez całe życie jego Sitą. Kto się o ciebie zatroszczy, jeśli nie ja? Kto ci będzie gotować?
Mijają lata i rodzice Shankara (Dharmendra) aranżują małżeństwo dla niego i jego biednego kuzyna Suresha (Deven Verma). Narzeczone dobrano zgodnie z ich charakterami i upodobaniami. Uwielbiającymi książki, wykształconemu Sureshowi ma przypaść w udziale żyjąca w świecie książek Subadhra (Shashikala). Dla od dziecka unikającego książek, zapalonego myśliwego Shankara, wybrano skromną, spłoszoną jak łania Madhumati (Sharmila Tagore). Tradycyjnie nastawiony ojciec Shankara nie zgadza się, aby młodzi zobaczyli się przed ślubem. Stąd pomysł, by przyjaciele jadąc do wybranych dziewczyn zdali sobie wzajemnie relację, czy przeznaczona dziewczyna przypadnie im do serca. Suresh odwiedza dom Madhumati, a Shankar pouczony przez przyjaciela, co odpowiadać wykształconej panience rodzinę Subadhry. Niestety Suresh widząc Madhumati (w dzieciństwie zwaną Bhavariyą) zakochuje się w dziewczynie przeznaczonej przyjacielowi. Postanowiwszy zdobyć ją za wszelką cenę, pisze do rodzin dziewczyn listy oczerniające kandydatów. Zrażeni nimi rodzice dziewczyn wydaja córki zgodnie z planem Suresha. Szczery, otwarty, ale nie ceniący wykształcenia Shankar poślubia żądną wiedzy Subadhrę, a Suresh żeni się z ukochaną z dzieciństwa przyjaciela, Madhumati. Kłamstwo Suresha daje początek dramatowi. Subadhra czuje się oszukana, że jej mąż ma dom wypełniony myśliwskimi trofeami zamiast książkami. Z pogardą odrzuca nieuka, wracając do domu rodziców. Porzucony Shankar odkrywa, że przeznaczona mu pierwotnie, a poślubiona przez Suresha Madhumati jest jego dziecięcą miłością. Rozżalony zaczyna szukać zapomnienia w alkoholu.

## Obsada
- Dharmendra      ...  Shankar
- Sharmila Tagore ...  Madhumati
- Kishore Kumar
- Shashikala      ...  Subadhra
- Deven Verma     ...  Suresh

## Muzyka i piosenki
Muzyka – Roshan (nagrodzony za "Taj Mahal", dziadek Hrithik Roshana). Teksty piosenek Anand Bakshi. Śpiewają Mohammad Rafi, Asha Bhosle, Lata Mangeshkar i Usha Mangeshkar, Mukesh
- Aaya Hai Mujhe Phir Yaad Woh Zalim Guzara Zamana Bachpan Ka (Mukesh - wspomnienie dzieciństwa)
- Duniya Main Aisa Kahan (Lata Manheshkar - piosenka dziewczynki)
- Baharon Ne Mera (Mukesh – wyrzut żalu do przyjaciela)
- Roothe Saiyan Hamare Saiyan (Lata Mangeshkra – piosenka kurtyzany)
- Mushquil Mein Pad Gayi Jaan (Asha Bhonsle)
- Kajal Walle Nain (Mohammad Rafi)